# Péter Holoda
Péter Holoda (Debrecen, 9 gennaio 1996) è un nuotatore ungherese.

## Palmarès
- Mondiali

Budapest 2017: bronzo nella 4x100m sl.
- Europei giovanili

Dordrecht 2014: bronzo nei 100m sl e nei 50m farfalla.